# نوشاگاک
نوشاگاک یکی از رودهای آلاسکا است که به خلیج بریستول می‌ریزد.